# Brjanka (fiume)
La Brjanka (in russo Брянка?; nel corso superiore Šabar; in buriato: Бүреэн, Буряан) è un fiume della Russia siberiana orientale meridionale, affluente di sinistra dell'Uda (bacino idrografico della Selenga). Scorre nel rajon Zaigraevskij della Repubblica Autonoma della Buriazia.

## Descrizione
Il fiume ha origine nella parte centrale della catena Cagan-Daban. Nel corso superiore scorre in direzione nord-ovest in un'area forestale montuosa con il nome di Šabar. Sotto il villaggio di Šabur prende il nome Brjanka. Continua a scorrere in direzione prevalentemente settentrionale, riceve il suo maggior affluente, l'Il'ka, da destra e poi tocca l'insediamento di tipo urbano di Zaigraevo. Sfocia nella Uda a 48 km dalla foce, a est  dell'insediamento di Onochoj. La lunghezza del fiume è di 128 km , l'area del bacino è di 4470 km².